# 消息 (張宇專輯)
消息，是臺灣男歌手兼唱作人張宇的第五張專輯，在1996年正式發行。其中曲终人散成为华语传唱度极高的歌曲。
1996年－【消息】由喜得製作，EMI發行。  
- 01.消息

- 02.圓謊

- 03.都算我的

- 04.捨得

- 05.一腳淺拖

- 06.曲終人散

- 07.心井

- 08.默認

- 09.蛋佬的棉襖

- 10.思念的心打了死結

## 所獲獎項
- 1996 CHANNEL V 中文TOP20榜中榜-『消息』